# Biroella gracilis
Biroella gracilis är en insektsart som beskrevs av Bolívar, C. 1925. Biroella gracilis ingår i släktet Biroella och familjen Morabidae.

## Underarter
Arten delas in i följande underarter:
- B. g. gracilis
- B. g. curvicercata